# Harald Kunstätter
Harald Kunstätter (* 1. November 1926 in Wolfsberg; † 13. April 2003 ebenda) war ein österreichischer Politiker (SPÖ) und Bundesbeamter. Er war von 1970 bis 1971 Mitglied des Bundesrates und von 1971 bis 1979 Abgeordneter zum Nationalrat.

## Leben
Kunstätter besuchte nach der Volks- und Hauptschule zwischen 1940 und 1944 das Realgymnasium in Sankt Paul im Lavanttal bzw. Wolfsberg und studierte von 1946 bis 1951 Geschichte und Geographie an der Universität Graz. Er war danach von 1952 bis 1958 Berufsberater an den Arbeitsämtern Villach und Wolfsberg und stieg 1958 zum Leiter des Arbeitsamtes in Wolfsberg auf. Kunstätter hatte diese Funktion bis 1970 inne und war anschließend bis 1987 freigestellt bzw. karenziert. 1982 wurde er zum Regierungsrat ernannt.

## Politik
Kunstätter startete seine politische Karriere 1960 als Gemeinderat in Wolfsberg und übernahm 1964 das Amt des Vizebürgermeisters. Von 1979 bis 1989 war er Bürgermeister in Wolfsberg. Er war zudem bis 1979 Obmann der sozialistischen Gemeinderatsfraktion und ab 1971 Bezirksobmann-Stellvertreter der SPÖ Wolfsberg. Zudem wirkte er als Mitglied des Landesparteivorstandes der SPÖ Kärnten. Kunstätter vertrat die SPÖ zwischen dem 20. März 1970 und dem 2. November 1971 im Bundesrat und war danach vom 4. November 1971 bis zum 10. Dezember 1979 Abgeordneter zum Nationalrat.

## Auszeichnungen
- Großes Silbernes Ehrenzeichen für Verdienste um die Republik Österreich
- Großes Goldenes Ehrenzeichen des Landes Kärnten